# 新宿三丁目イーストビル

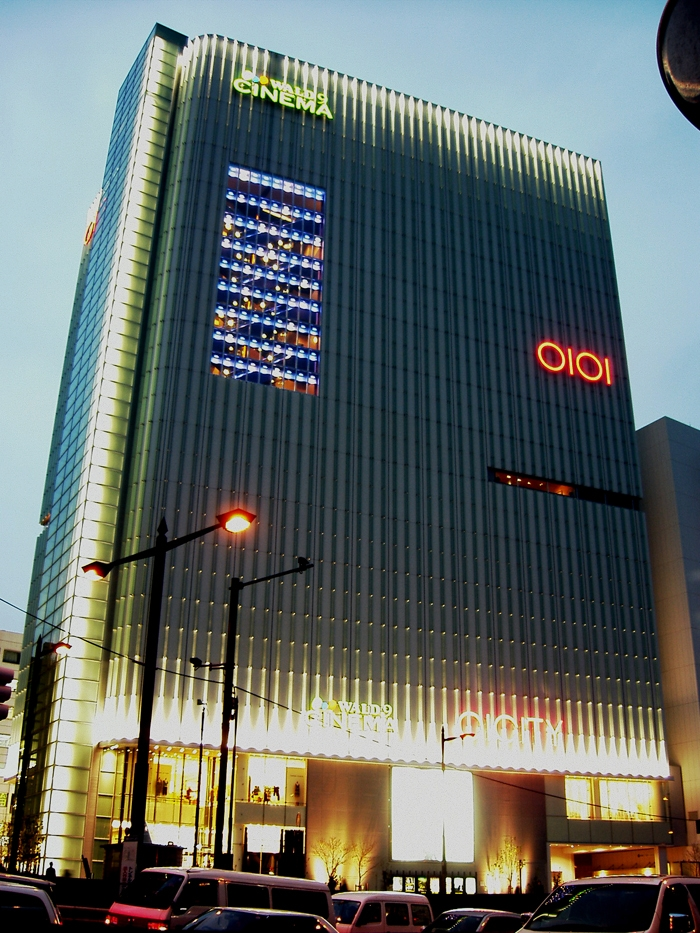
新宿三丁目イーストビル。1階から8階に新宿マルイアネックス、9階から13階に新宿バルト9が入居している。

新宿三丁目イーストビル（しんじゅくさんちょうめイーストビル）は、東京都新宿区新宿3-1-26にある複合商業施設およびビルの名称である。
2007年1月に竣工、同年2月に開業。1階から8階にデパートの新宿マルイアネックス、9階から13階にシネマコンプレックスの新宿バルト9（WALD 9）が入居している。地上14階・地下3階建て、高さ80m。
本項目では、かつて同地に存在していた映画館『新宿東映会館』についても記述する。

## 概要

### 新宿バルト9
新宿バルト9（しんじゅくバルトナイン、Shinjuku WALD 9（Wald（ヴァルト）はドイツ語で「森」の意））は、旧東映映画館の代替施設として2007年2月9日に開業。新宿ピカデリー、TOHOシネマズ新宿と並び新宿区域内での大型シネコンである。全スクリーン共デジタル上映に対応している｡また､スモーキングルームも完備している。従来の東映だけでなく、東宝、松竹東急系の作品も中心に上映をしている。年に数回、チェーンマスターになることもある。
また、2022年12月1日には、シアター6にドルビーシネマを導入した。
| スクリーン | 座席数 | 車いす席 |
| ---------- | ------ | -------- |
| シアター1  | 69     | 1        |
| シアター2  | 137    | 1        |
| シアター3  | 148    | 1        |
| シアター4  | 80     | 1        |
| シアター5  | 226    | 2        |
| シアター6  | 387    | 4        |
| シアター7  | 80     | 1        |
| シアター8  | 251    | 2        |
| シアター9  | 429    | 4        |

### 新宿マルイアネックス
新宿マルイアネックス（しんじゅくマルイアネックス、Shinjuku OIOI ANNEX）は、2007年2月にマルイシティ-1（OICITY-1）として開業。2009年4月24日に現在の名称に変更し同年9月18日にリニューアルオープン。模型店や小物店などを構え、新メンズ館をアピールしている。7Fにプラモデルや鉄道模型などを販売している模型店、8Fにレストラン街「OIOI The Dish」がある。

## 新宿東映会館
新宿東映会館（しんじゅくとうえいかいかん）は、1957年に渋谷東映（現:渋谷TOEI）に続く東映の直営モデル劇場としてオープン。1,450席を誇る大劇場としてスタートしたが、その後は洋画ロードショー館「新宿東映パラス」を新設。1972年に改装し、4館体制となる。数多くの邦画・洋画を上映してきたが、建物の老朽化を理由に2004年1月9日をもって閉館となった。閉館後、新宿スカラ（2007年2月8日閉館）が新宿区内における東映系チェーンマスターの代替機能を請け負っていた。
| 館名            | 座席数 （閉館時） | 音響設備 | 特徴 | 最終上映作品                     |
| --------------- | ----------------- | -------- | --- | -------------------------------- |
| 新宿東映        | 596               | SRD      | 丸の内、渋谷、高田馬場と並ぶ東映系のチェーンマスター的存在。 長く東映系作品の封切館として親しまれた。 | あたしンち                       |
| 新宿東映パラス  | 432               | SRD／DTS | 洋画を中心に上映。 主に渋谷パンテオン/丸の内ルーブル系の作品が多く上映されていた。 | マトリックス・レボリューションズ |
| 新宿東映パラス2 | 328               | DOLBY SR | 1972年に新宿東映の2階席を分割して開館。 当初は「新宿日活」の名称で日活系作品の封切館としてオープンしたが、1978年に「新宿東映ホール」と改称。その後、現館名となる。丸の内東映パラス→丸の内シャンゼリゼ（現:丸の内TOEI②）とチェーンを組み上映していた。 | 木更津キャッツアイ 日本シリーズ  |
| 新宿東映パラス3 | 48                | DOLBY    | 1978年に新宿日活のロビー部分を改修し「新宿東映ホール2」として開館。その後、現館名となる。主にムーブ・オーバーした作品を上映していた。 | 死ぬまでにしたい10のこと         |